# Lynnview
La ville de Lynnview est située dans le comté de Jefferson, dans le Commonwealth du Kentucky, aux États-Unis. Sa population, qui s’élevait à 914 habitants lors du recensement de 2010, est estimée à 941 habitants en 2018.

## Source
- (en) Cet article est partiellement ou en totalité issu de l’article de Wikipédia en anglais intitulé « Lynnview, Kentucky » (voir la liste des auteurs).

1. ↑  (en) « Population and Housing Unit Estimates » (consulté le 23 février 2020)
2. ↑  (en) « Census of Population and Housing », Census.gov (consulté le 4 juin 2015)